# Xylometer
Xylometer er græsk for et apparat til bestemmelse af træs vægtfylde eller rumfang. Træstykkerne anbringes i et kar, fyldt med vand, og den fortrængte mængde vand måles eller vejes.